# Питерс, Мэри
Леди Мэри Элизабет Питерс (англ. Mary Elizabeth Peters; род. 6 июля 1939, Хейлвуд, Мерсисайд) — ирландская и британская легкоатлетка, чемпионка летних Олимпийских игр 1972 года в пятиборье, трёхкратная чемпионка Игр Британского Содружества наций.

## Биография
Мэри родилась в 1939 году в Хейлвуде в семье Артура и Хильды Питерс. Когда ей было одиннадцать лет, семья переехала в Северную Ирландию. Сначала они жили в Баллимине, позже в Белфасте. Когда Мэри было 16 лет, её мать умерла от рака.
Беккер участвовала в летних Олимпийских играх 1964 года в Токио, где заняла 4 место в пятиборье. На Играх Британской империи и Содружества наций 1966 года в Кингстоне Питерс завоевала серебряную медаль в толкании ядра как представительница Северной Ирландии. На Играх Британского Содружества наций 1970 года в Эдинбурге Питерс победила в пятиборье и толкании ядра.
На летних Олимпийских играх 1972 года в Мюнхене Питерс победила в пятиборье как представительница Великобритании, при этом установив новый мировой рекорд. После победы Питерс получила угрозы убийством от членов Ирландской республиканской армии.
В 1975 году Питерс основала благотворительный фонд The Mary Peters Trust для поддержки талантливых молодых спортсменов, в том числе инвалидов. Управляла своим оздоровительным клубом. В 2009—2014 годах она была лордом-наместником Белфаста.
В 1972 году BBC назвала Питерс спортсменкой года. В 1973 году Питерс была удостоена титула члена Ордена Британской империи, в 1990 году — Командора, в 2000 году — Дамы-Командора. В 2019 году была удостоена звания леди-компаньона Ордена Подвязки.